# AbiWord
AbiWord是一個以GNU通用公共許可證授權的免費文書處理軟體，名稱"AbiWord"是衍生自意謂開放的西班牙語單詞"Abierto"；支援Linux、Mac OS X（PowerPC）、Microsoft Windows、ReactOS、BeOS與其他作業系統，但對每個作業系統的支援程度不同，如Linux版開發活躍；近期Mac OS X版不能在最新機器上原生運行，不能正確地顯示字型；另有一個由SkyOS創作者分發基於GTK+（Linux）的非官方移植版本。
AbiWord最初由SourceGear公司發起，是有意製作一套完整自由开源的辦公軟體套裝的AbiSuite計劃的首個部件，但SourceGear逐漸轉移關注其他業務，AbiWord計劃現時由一群志願開發者管理。AbiWord是某程度上綜合的辦公室應用程式組合GNOME Office的一部分。
AbiWord擁有與Microsoft Word相似的用戶界面，讓新用戶可以輕易轉換。儘管其中有分別，AbiWord的開發者瞄準這實質上是該業務的標準包圍再擴展。AbiWord的界面有意按照每個個別平台的用戶界面指導方針製作。
AbiWord與數個輸入／輸出外掛程式一同包裝，包括了Rich Text Format、HTML、OpenDocument與LaTeX（輸出），另有可處理許多其他格式的外掛程式，特別是WordPerfect（wpd）文件。AbiWord採用了XML作為原生的檔案格式，因此可減低涉及關於互通性以及數位典藏的單一廠商束縛。

## 特色
Abiword擁有以下特色：
- 有效率的速度及大小
- 類似Microsoft Word的界面
- 支援表格、註腳與附註
- 支援目錄
- 有效率的方程編輯
- 文法檢查
- 49種語言的用戶界面與拼字檢查

## 採用
Abiword是以下作業系統／Linux发行版的預設文字處理器：
- Puppy
- Xubuntu
- Elive
- Lubuntu
- CrunchBang

## 請參閱
- 文字處理器列表
- 文字處理器比較

## 外部連結
- abisource.com（页面存档备份，存于），官方網站。
- AbiWord Portable官方網站（页面存档备份，存于）
- Andrew Leonard: Abiword Up. - Salon.com，2002年11月5日，該計劃的歷史及與封閉源碼軟體的比較